# Never Said I Was An Angel
Never Said I Was An Angel är Pauline Kamusewus andra studioalbum som släpptes den 22 april 2009.

## Låtlista
| Nr           | Titel                     | Längd |
| ------------ | ------------------------- | ----- |
| 1.           | Never Said I Was an Angel | 3:10  |
| 2.           | If You Don't Know Me      | 3:10  |
| 3.           | Red Carpet                | 3:13  |
| 4.           | Give Me a Call            | 3:28  |
| 5.           | Dancin'                   | 2:46  |
| 6.           | The Misconception         | 3:50  |
| 7.           | Happy People              | 3:57  |
| 8.           | Sunshine Boulevard        | 4:04  |
| 9.           | Loving You                | 3:05  |
| 10.          | It's Ok                   | 4:09  |
| 11.          | Running Out of Gaz        | 4:34  |
| 12.          | Don't Leave               | 3:22  |
| Total längd: | Total längd:              | 42:48 |